# Louise Kristiansen
Louise Lundsgaard Winter Kristiansen (født 24. september 1987) er en dansk fodboldspiller, der spiller som angriber for Brøndby IF og for Danmarks kvindefodboldlandshold. Hun var en del af truppen til Algarve Cup 2016.
Hun fik debut på det danske A-landshold i oktober 2006, mod USA ved en turnering i Busan, Sydkorea.
Hun har tidligere optrådt for Ballerup-Skovlunde Fodbold og IK Skovbakken.

## Meritter

### Klub
Brøndby IF
Elitedivisionen
- Guld: 2018-19
- Guld: 2016-17
- Guld: 2014-15
- Sølv: 2017-18
- Sølv: 2015-16

Sydbank Kvindepokalen 
- Guld: 2018
- Guld: 2017
- Guld: 2015
- Sølv: 2019
- Sølv: 2016